# Index.html
Index.html (англ. Index «указатель» + .html — расширение, индексный файл, файл-индекс) — традиционное название файла, который используется в качестве индекса для каталога веб-сайта. Индексный файл ищется по умолчанию веб-сервером, если в URL указан не файл, а каталог. Файл обычно написан языком гипертекстовой разметки HTML.
Например, для www.example.org/ на наличие своего индексного файла будет проверяться корневой каталог сайта, а для www.example.org/products/ — каталог products. Поведение может быть переопределено, например, в .htaccess, ЧПУ. Название индексного файла задано в настройках серверного ПО. Традиционно значение этой настройки задано по умолчанию как index.html и может быть дополнено другими вариантами или изменено на любое другое. IIS считает файлом по умолчанию default.htm, а некоторые веб-серверы — сразу набор: index.html, index.htm, index.php, index.php3, index.phtml, index.shtml, default.htm, default.html. Если ни один из заданных в настройках файлов не существует на сервере, серверное программное обеспечение может выдать автоматически сформированный листинг всех файлов указанного каталога или какую-либо ошибку доступа (403 или 404).